# Laureliopsis philippiana
Laureliopsis philippiana (Looser) Schodde, 1983 è un albero diffuso nelle foreste temperate della parte meridionale del Cile e dell'Argentina, unica specie nota del genere Laureliopsis Schodde, 1983.

## Descrizione
È un albero sempreverde che può raggiungere altezze di 40 m, con tronco del diametro sino a 2 m.
Le foglie sono coriacee, molto aromatiche, con margine dentato.

## Distribuzione e habitat
Laureliopsis philippiana è originaria della parte meridionale del Cile e dell'Argentina. È una delle specie dominanti della foresta valdiviana.